# Еліот Спітцер
Е́ліот Ло́ренс Спі́тцер (англ. Eliot Laurence Spitzer; нар. 10 червня 1959) — американський політик, колишній генеральний прокурор та губернатор штату Нью-Йорк. Після гучного скандалу у 2008 році навколо використання Спітцером послуг повій, пішов у відставку. Після відходу з політичного життя працював коментатором, із 2012 року веде власне політичне ток-шоу.

## Біографія
Народився у американській єврейській родині, яка має своє коріння в Україні. Його дід Морріс народився в Товстому на Тернопільщині в 1894 році і емігрував до Сполучених Штатів у 1920-х роках. Батько був заможнім володарем багатоповерхових будинків у Нью-Йорку, матір працювала викладачем англійської мови і літератури.
Еліот навчався у Принстонському університеті. Пізніше закінчив юридичний факультет Гарвардського університету, отримав ступінь доктора юриспруденції. В університеті познайомився і пізніше одружився з Сільдою Волл. Після закінчення університету протягом двох років працював у престижних юридичних фірмах США. Пізніше поступив на роботу в прокуратуру Манхеттена в Нью-Йорку і присвятив себе боротьбі з організованою злочинністю. У 1992 р. виграв гучну справу проти лідерів італійської мафії у Нью-Йорку — т. зв. «справа сім'ї Гамбіно». До 1998 р. працював у престижних юридичних фірмах Нью-Йорку. Під час виборів генерального прокурора штату балотувався і одержав перемогу над відомим республіканським кандидатом. На посаді генерального прокурора зажив слави завдяки гучним справам проти зловживань фінансових та інвестиційних компаній на Уолл-стріт. Порушив та виграв справу навіть проти голови Нью-Йоркської фондової біржі.
У 2006 р. обраний від Демократичної партії на посаду губернатора штату Нью-Йорк. На цій посаді відзначився ліберальними нововведеннями, які викликали резонанс у пресі та суспільстві — запропонував законопроєкт, який дозволяв одностатеві шлюби, своєю постановою дозволяв нелегальним емігрантам у США отримувати посвідчення водія, тощо.

## Секс-скандал
10 березня 2008 р. з'явилася публікація у пресі, що Спітцер був замішаний у стосунках із високооплачуваною повією. Таємне розслідування ФБР встановило причетність Спітцера до злочинної організації пов'язаної з проституцією для поважних клієнтів у декількох містах. У ході розслідування з'ясувалося, що Спітцер користувався послугами повій протягом багатьох років, у загальній кількості витратив на послуги повій близько 80 тисяч доларів. У списку клієнтів елітної ескорт-фірми значився, як Клієнт №9. На пресконференції визнав, що зробив помилку і пішов у відставку з посади губернатора штату 17 березня 2008 р. За результатами слідства прокуратура штату Нью-Йорк не знайшла в його діях ознак злочину і вирішила не порушувати проти Еліота Спітцера кримінальної справи. За мотивами цього скандалу був знятий документальний фільм Клієнт №9: Зліт і падіння Еліота Спітцера.

## Журналістська діяльність
Після відходу з політики, друкувався у різних виданнях, писав коментарі на політичні теми. У жовтні 2010 року почав працювати ведучим ток-шоу на Сі-Ен-Ен, однак вже у лютому 2011 року через непорозуміння з іншою ведучою залишив шоу. У березні 2012 року почав вести власне ток-шоу в одній з незалежних телекомпаній.